# 작은토착쥐
작은토착쥐 또는 델리키트쥐(Pseudomys delicatulus)는 쥐과에 속하는 설치류의 일종이다. 오스트레일리아 웨스턴오스트레일리아주와 노던 준주, 퀸즐랜드주, 뉴사우스웨일스주, 파푸아뉴기니에서 발견된다.

## 특징
작은토착쥐는 등 쪽이 노랑-갈색부터 회색-갈색 털을 갖고 있으며, 배 쪽은 희다. 몸길이가 55~75mm로 오스트레일리아에서 가장 작은 토착쥐로 다 자란 암수 모두 크기와 몸무게(6~15g), 털 색 등이 거의 같다. 아른험랜드가 번식 기간이 알려진 유일한 장소로 7월과 8월에 번식을 한다. 풀이 줄지어 자라는 둥지에서 약 28~31일의 임신 기간 이후에 2~4마리의 새끼를 낳는다. 눈을 뜨지 못하고 귀는 완전히 뒤로 접혀진 상태로 태어나고 빨리 자라서 생후 약 4주가 되면 어미로부터 독립한다.

## 서식지
물이 잘 빠지는 모래흙 지역과 간헐적으로 사바나 지대에서도 발견된다. 속이 빈 나무 구멍 속과 나무 껍질 아래 또는 굴 속에서 살고 지역 조건에 따라 다양한 곳에서 서식한다. 딱딱한 화강암 모래 능선 지역에서는 얕고 복잡하게 굴을 파고 여러 개의 가짜 통로와 하나의 주요 보금자리 둥지로 이루어진 굴 속에 숨는다. 모래흙 지역에서는 단지 하나의 주요 둥지를 가진 약 2m 길이의 깊고 단순한 구조의 굴을 판다. 때로는 흰개미 흙더미에 굴을 파기도 한다.

## 먹이
작은토착쥐 먹이의 대부분은 식물 씨앗이다.